# Rio Branco
Rio Branco er en by i den vestlige del af Brasilien, med et indbyggertal på cirka 364.756(2022). Byen ligger i delstaten Acre, tæt ved grænserne til nabolandene Peru og Bolivia.